# Strategia în șah
Strategia în șah are legătură cu evaluarea pozițiilor în șah și stabilirea țintelor și căilor care vor fi plănuite pentru partide.